# Wild Bight
Wild Bight is een gemeentevrij gehucht in de Canadese provincie Newfoundland en Labrador. De plaats bevindt zich aan Cape Norman Bay, vlak bij het noordelijkste punt van het eiland Newfoundland.

## Geografie
Wild Bight ligt op het Great Northern Peninsula, het meest noordelijke gedeelte van Newfoundland. Het gehucht ligt 2,5 km ten zuiden van Cape Norman, de noordelijke kaap van het eiland. De vissersnederzetting bevindt zich langs provinciale route 435, op anderhalve kilometer ten westen van de gemeente Cook's Harbour.

## Demografie
In 2001 telde Wild Bight 46 inwoners. Sinds de volkstelling van 2006 maakt de plaats tezamen met North Boat Harbour deel uit van de designated place North Boat Harbour-Wild Bight. De twee ongeveer even grote plaatsen telden in 2021 tezamen 20 inwoners.